# لويس أوليفيرا
لويس أوليفيرا (بالبرتغالية: Luís Oliveira‏) مواليد 24 مارس 1969 في مارانهاو، البرازيل، هو لاعب كرة قدم بلجيكي دولي سابق كان يلعب كمهاجم. اعتزل اللعب عام 2011 مع مورافيرا. سبق له أن لعب في كأس العالم لكرة القدم مع منتخب بلاده. بدأ مسيرته الرياضية عام 1988 مع أندرلخت.

## روابط خارجية
- لويس أوليفيرا على موقع الاتحاد الدولي (مؤرشف)  (الإنجليزية)
- لويس أوليفيرا على موقع الاتحاد البلجيكي (الإنجليزية)
- لويس أوليفيرا على موقع قاعدة بيانات كرة القدم.إي يو (الإنجليزية)
- لويس أوليفيرا على موقع ناشيونال فوتبول تيمز (الإنجليزية)
- لويس أوليفيرا على موقع Soccerway.com (الإنجليزية)
- لويس أوليفيرا على موقع عالم كرة القدم.نت (الإنجليزية)